# Toyosaka
Toyosaka (豊栄市 -shi) é uma cidade japonesa localizada na província de Niigata.
Em 2003, a cidade tinha uma população estimada em 49 159 habitantes e uma densidade populacional de 639,67 h/km². Tem uma área total de 76,85 km².
Recebeu o estatuto de cidade a 1 de Novembro de 1970.